# 941

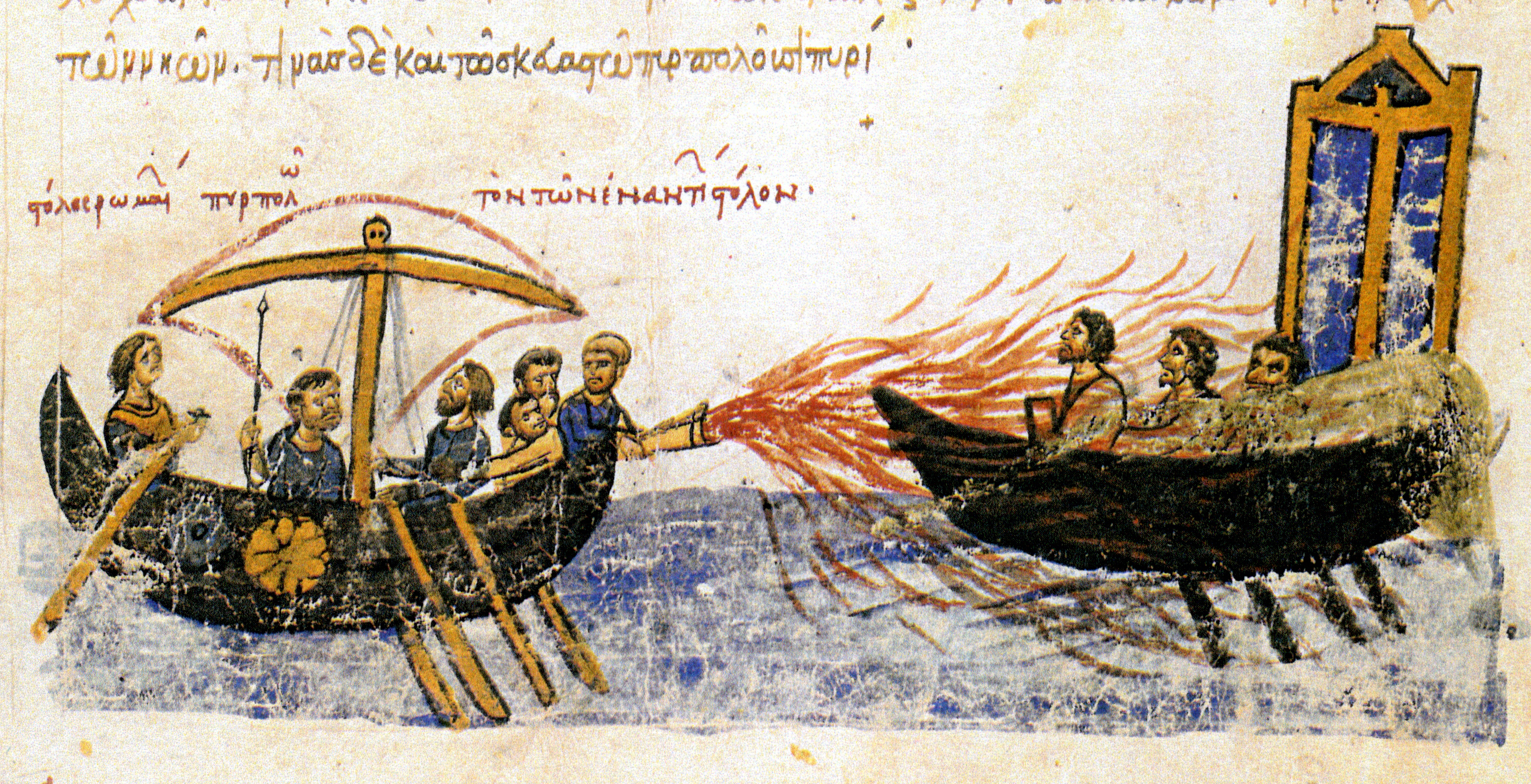
Grieks vuur

Het jaar 941 is het 41e jaar in de 10e eeuw volgens de christelijke jaartelling.

## Gebeurtenissen
- Edmund verjaagt Erik, de Noorse vorst van Northumbria, uit Jorvik.
- De Russen onder Igor belegeren Constantinopel, maar worden met behulp van Grieks vuur door de Byzantijnen verslagen.
- Fujiwara no Sumitomo, de leider van de piraten op de Japanse Binnenzee, wordt verslagen.
- Odo van Vermandois verovert Amiens op Rudolf II.
- Oda volgt Wulfhelm op als aartsbisschop van Canterbury.
- De latere koning Ordoño III trouwt met Urraca Fernández.
- Voor het eerst genoemd: Oostburg, Temse

## Geboren
- Le Dai Hanh, keizer van Vietnam
- Lotharius, koning van Frankrijk (954-986)
- Edwy, koning van Engeland (955-959) (vermoedelijke jaartal)
- Theophano, echtgenote van Romanos II en Nikephoros II (jaartal bij benadering)

## Overleden
- Fujiwara no Sumitomo, Japans piratenleider